# Corticarina vanschutytbroecki
Corticarina vanschutytbroecki là một loài bọ cánh cứng trong họ Latridiidae. Loài này được Dajoz miêu tả khoa học năm 1970.